# Aposopsyllus depressus
Aposopsyllus depressus är en kräftdjursart. Aposopsyllus depressus ingår i släktet Aposopsyllus och familjen Paramesochridae. Inga underarter finns listade i Catalogue of Life.